# ゼルダの伝説 大地の汽笛
『ゼルダの伝説 大地の汽笛』（ゼルダのでんせつ だいちのきてき、英題:The Legend of Zelda: Spirit Tracks）は、任天堂から2009年12月23日に発売されたニンテンドーDS用アクションアドベンチャーゲーム。略称は「汽笛」など。アメリカでは同年12月7日、ヨーロッパでは同年12月11日に発売。

## 概要
2007年発売の『夢幻の砂時計』に続き、ニンテンドーDS用ソフトとして制作された。2009年3月23日に米国で行われたゲーム開発者向けイベント「Game Developers Conference 2009」の中で発表され、同年6月に開催された米国のゲーム見本市「E3 2009」で試遊台の展示が行われた。
『夢幻の砂時計』と同様に、主にニンテンドーDS本体搭載のタッチパネルとマイクを用いて操作する。フィールド上ではタッチパネル上に表示される路線図にルートを描くことで汽車による移動を行い、それ以外の場面では様々なタッチ操作によって主人公などがアクションを起こす。また、マイクに息を吹きかけることで作動するアイテムがあるほか、音声認識機能を用いる場面もある。
2016年8月9日よりWii U用バーチャルコンソールが配信されている。

## システム
汽車による移動
前述のように、本作のフィールド上では汽車に乗って移動する。ニンテンドーDS本体の下画面タッチパネルに表示される路線図上にルートを描くと汽車がそのルートに沿って走る。描き直しや汽車のギア操作によって走行ルートを変更できる。冒険を進めることで新たな路線が追加されていく。
走行中には様々な敵が襲ってくる。一部の敵は汽笛を鳴らすことで追い払えるほか、砲台の車両を汽車に接続していればタッチパネルでタッチした方向に大砲の弾を飛ばすことができる。一方、線路上を走る敵「ボンバー列車」「キラー列車」は大砲の弾を当てても倒せず、触れると即ゲームオーバーとなる。
線路沿いには、速度制限や停止位置などを示す標識が立てられている。客車に客を乗せている際には、標識内容を守らずに運転を続けると客の機嫌が悪くなり途中で汽車を降りてしまう。
物語の中盤以降では、汽車の車両を様々なデザインのものに変更できるようになる。組み合わせによって汽車の耐久力が増加する。
ファントム（ゼルダ姫）の操作
ダンジョンの1つ「神の塔」では、強力な敵「ファントム」が多数登場する。このファントムにゼルダ姫が乗り移ることで操作が可能になる。ファントムの種類によって様々な能力が備わり、これを用いて謎解きや戦闘を行うことになる。能力の詳細については「ファントム」の項を参照。
本作ではこのダンジョン以外でもゼルダ姫を操作する場面がある。
スタンプラリー
世界各地の町・村やダンジョン内などにはスタンプ台が設置されている。ここで手持ちのスタンプ帳にスタンプを押すことができ、その数に応じてアイテムをもらえる。スタンプ台は全部で20箇所ある。
ウサギランド
フィールド上では至る所でウサギが隠れている。このウサギを捕まえて「ウサギランド」と呼ばれる場所に連れて行くと、様々なアイテムをもらえる。

## ストーリー
広大な大地が広がるハイラル王国では鉄道網が発達し、汽車を運転する機関士は王国で重要な役割を担っていた。ある日、王国のモヨリ村に住む見習い機関士の少年・リンクは、正式な機関士の任命を受けるためハイラル城へ向かった。城内では式典が行われ、リンクは王国の王女・ゼルダ姫から任命書を授かったが、その際、密かに手紙を渡される。式の終了後に手紙を読むと、そこには、ゼルダ姫の部屋に来るよう記されていた。
手紙の通りにリンクが部屋を訪れると、中ではゼルダ姫が待っていた。ゼルダ姫は、王国各地で線路が消える現象が発生していると語り、原因を探るため、ハイラルの地を司る賢者がいる「神の塔」に連れて行ってほしいとリンクに依頼する。リンクはゼルダ姫を汽車に乗せ神の塔へ向かった。しかしその途上、リンクたちの前に王国の大臣・キマロキが現れ、行く手を塞いだ。キマロキは魔物である自らの正体を明かすと、ゼルダ姫に向けて魔力を放出、光弾を浴びたゼルダ姫は、体と魂が分離してしまう。キマロキは魂の抜けたゼルダ姫の体を奪い、その場から去った。
魂だけとなったゼルダ姫は、人々の目に映らない存在になってしまった。しかし、リンクにはその姿が見えていた。リンクが自らを認識することを知ったゼルダ姫はリンクとともに再び塔へ向かい、そこで賢者シャリンと対面した。シャリンによると、神の塔には古代の魔王の魂が封じられており、塔に繋がる各地の線路から注がれる力によって封印が保たれているという。そして、魔王の復活をもくろむ者が封印を解くために線路を消し、魔王の魂を宿す器としてハイラル王族の体を奪ったのだろうと語った。シャリンは旅立つリンクたちに対し、いにしえの時代に神が用いていたという「神の汽車」を託す。リンクとゼルダ姫は神の汽車に乗り、王国の平和とゼルダ姫の体を取り戻すために出発した。

## 他作品との関係
本作は、過去に発売されたシリーズ作品『風のタクト』『夢幻の砂時計』からおよそ100年後の時代設定になっている。
『風のタクト』の冒険の後、風の勇者リンク（本作の主人公とは別人）と海賊の少女テトラが率いる海賊団が新天地を求めて海を渡り、航海の末に新大陸を発見、そこで「新生ハイラル王国」が建国された。本作の舞台となるハイラル王国は、これまでのシリーズ作品に登場するハイラル王国とは別の国である。
本作の主要人物の一人・ゼルダ姫は、テトラとリンクの玄孫（5世）にあたる。本作にはこの他にも『風のタクト』と『夢幻の砂時計』にゆかりのある人物が登場する。詳細は後述の「主なキャラクター」の項を参照。

## 主な地域・駅
物語の舞台となるハイラル王国は森の大地、雪の大地、海の大地、火の大地の4つの地域から成り、その中心には神の塔がそびえている。
モヨリ村
森の大地の南部にあるリンクが住んでいる村。
ハイラル城下町
森の大地の北部にあるハイラル王国の中心都市。多くの人々が暮らしている。
サクーヨの村
森の大地の中央に位置するきこり達が暮らす村。木材を販売している。
ウサギランド
森の大地の北西にあるウサギを放し飼いにする広場。ウサギのマスクを被ったウサギ好きの男が運営している。
橋のたもとの駅
森の大地と海の大地をつなぐ橋のたもとにある駅。汽車の車両を扱う店「ラインバック商会」がある。
ユキワロシの村
雪の大地にある雪と氷に覆われた村。「ユキワロシ」たちが住んでいる。湖の水で作る氷「デラゴオリ」が特産物。
パプチアの村
海の大地にある漁村。魚を販売している。
ゴロンの村
火の大地にある火山地帯の村。「ゴロン族」たちが住んでいる。
駅
- 森の大地 - （モヨリ村、ハイラル城下町、サクーヨの村、森のホコラ、森の神殿、ウサギランド、橋のたもとの駅）
- 雪の大地 - （ユキワロシの村、雪のホコラ、泉のほとりの駅、職人の家、雪の神殿、氷の隠れ駅、雪の隠れ駅）
- 海の大地 - （パプチアの村、海のホコラ、海の神殿、砂のホコラ、砂の神殿、海賊のアジト、海の隠れ駅）
- 火の大地 - （ゴロン遊技場、ゴロンの村・火のホコラ、火の神殿、ヤミの採石場、山の隠れ駅、最果ての隠れ駅）

## 主なキャラクター
リンク（声：小平有希）
本作の主人公。モヨリ村に住む少年。名前は任意で付けることができる。機関士として汽車を操縦し、また魔王マラドーを倒してゼルダの体を取り戻すため魂だけとなったゼルダと共に冒険を進める。
ゼルダ姫（声：大前茜）
ハイラル王国の姫。過去作『風のタクト』『夢幻の砂時計』に登場したテトラと風の勇者リンクの玄孫（5世）。しとやかに振る舞う一方で、勝気な態度も見せる。また、ネズミや虫が苦手。キマロキの魔術で体を奪われて魂だけの存在となってしまい、シャリンの提案により自らの体を取り戻すためリンクに同行する。その後、霊体であるが故にファントムに憑依できる事を知り、それを活用しながらリンクをサポートする。
シャリン（声：高橋里枝）
神の塔に住まう老婆。代々魔王の封印を守ってきた種族「ロコモ族」の末裔。後方で蒸気を発する二輪の乗り物に乗っている。かつて『風のタクト』『夢幻の砂時計』に登場したテトラとは友人という間柄である。名前の由来は「（機関車の）車輪」。終始リンク達をサポートし、終盤ではマラドーとの決戦に向かうリンク達に同行したが、マラドーが倒された後は消滅させられたディーゴを魂として復活させ、最後はリンク達に地上の事を託して天に昇って行った。
キマロキ（声：はらさわ晃綺）
ハイラル王国の大臣だが、その正体は魔王復活をもくろむ魔族である。2つ被っている帽子の下には角が生えている。普段は敬語口調だが、突如豹変して子供染みた乱暴な言動を取ることもある。相手の事を格下かそうじゃないのかで判断する事が多く、格下だと分かった時には罵る傾向にあり、逆に力を持つ者には良く媚を売るが、一方ではマラドーが負けそうになっていると自分だけすぐさま逃げ出そうとするなど自分勝手な一面も見せている。ディーゴの下に付き、魔王マラドーを宿す器とするためゼルダの体を奪い去るが、後にディーゴを裏切って一時復活したマラドーと共に姿を消す。終盤では自分たちの元に乗り込んできたリンクとゼルダを相手にマラドーと共に戦うが、マラドーがゼルダの体から分離した後は自身を復活の器にしたマラドーによって憑依され、獣に近い姿に変貌してしまう。
名前の由来は「キマロキ編成」。
ディーゴ (声：勝杏里)
キマロキと共にリンクたちの前に現れる男。金属の鉤爪がついた巨大なガントレットを左腕にはめている。腕っ節の強さもかなりのもので、元剣士だったシロクニを一蹴したり、ゼルダ姫の身体を軽々と持ち上げているが、それは並外れた努力からきているものであり、故に師匠であったシャリンも「100年ちょっとでワシを抜かすとは」と評価していた。かつてはシャリンの弟子だったが、神を超える力を得るためにシャリンの元を離れ、以降は魔王マラドーから力を貰うことを目的に魔族のキマロキと結託して封印されていた魔王マラドーを復活させようと企む。その後、全ての石板と神殿を結ぶ線路をつなげたリンク達と神の塔で戦い、激戦の末に敗北したものの、実はリンク達を足止めしてマラドー復活までの時間を稼いでいた事が判明する。そして、祭壇へと向かうもそこでキマロキに裏切られ、以降は今までの償いのためリンク達に協力するようになる。終盤では救援の為にリンク達の元に駆け付け、体に戻ろうとしたゼルダを叱咤するなどサポートをし、果てにマラドーによって消滅させられてしまうが、マラドーが倒された後はシャリンの力により魂として復活し、最後はシャリンや賢者たちの魂と共に天に昇って行った。
名前の由来は「国鉄D51形蒸気機関車」。
ロコモ族
はるか昔から神の塔を守護してきた種族。シャリンと同じような乗り物に乗っている。リンクが持つ石板に力を注ぐためリンクとセッションを行う。名前の由来は機関車を意味する「locomotive」。
バルブ
森のホコラに住む賢者。訛りのある口調で話す。セッション時はチェロのような楽器を演奏する。名前の由来は「バルブ」。
スチム
雪のホコラに住む賢者。白ひげを蓄えている。セッション時は三味線のような楽器を演奏する。名前の由来は「スチーム」。
センリン
海のホコラに住む賢者。やや口が悪いが、根は優しい。セッション時はフルートのような楽器を演奏する。名前の由来は「先輪」。
ボイラ
火のホコラに住む賢者。情熱的な性格。セッション時はティンパニのような楽器を演奏する。名前の由来は「ボイラー」。
テンダ
砂のホコラに住む賢者。威厳のある雰囲気を持つ。セッション時はオーボエのような楽器を演奏する。名前の由来は「テンダー（炭水車）」。
シロクニ (声：四宮豪)
モヨリ村に住む機関士で、リンクの師匠であり、『風のタクト』に登場したゴンゾの子孫でもある。かつてはハイラル王国に仕える兵士だったため、現在でもそれなりの腕っぷしを持っている。ディーゴとの戦いにより負傷し、一旦機関士の仕事を休み、代わりに裏方に回ってリンクが乗る汽車の車両を変更する作業を担う。
名前の由来は「国鉄C62形蒸気機関車」。
ニコ
モヨリ村でリンクとともに暮らしている老人。元海賊で100歳を超えている。紙芝居を制作するのが趣味。『風のタクト』『夢幻の砂時計』に登場する同名人物その人であり、部屋の中には若かりし頃のニコの姿が額縁に収められている。
ユキワロシ
雪の大地に住む種族で、『夢幻の砂時計』の「氷の島」から移住してきたユキワロシ達の子孫。頭から鹿のような角が生え、毛皮のフードを被ったような見た目をしている。少し口が悪い。
テツオ
汽車が走る様子を線路沿いで撮影する熱心な鉄道ファンの青年。
テリー
世界中を気球で飛び回りながら様々なアイテムを販売している男性。『風のタクト』『夢幻の砂時計』に登場する同名のキャラクターと同じ姿をしている。
ラインバック3世
森の大地の「橋のたもとの駅」付近で「ラインバック商会」を営む男性で、『夢幻の砂時計』に登場した航海士ラインバックの孫。先祖の武勇伝を誇りに思っている。壊れた橋と自らの家の修理費をリンクに押し付ける。
ゴロン族
火の大地の火山地帯に住む種族。語尾に「ゴロ」を付けて話す。
魔王マラドー
はるか昔に光の神と戦いを繰り広げていた魔王。名前は「LNER A4形蒸気機関車4468号機 マラード」に似ているが、関連性は不明。光の神によって神の塔に魂を封印されるも、キマロキとディーゴによって封印を解かれ、ゼルダの体を器として憑依することで復活する。その後、完全復活を狙ったが、終盤でリンクと魂だけになったゼルダによって体から分離された。そして、今度は復活の器としてキマロキに憑依して獣に近い姿となり、それでも完全に定着せずいずれ消滅することから最後の足掻きとして世界を滅ぼそうとしたが、最期はリンクとゼルダによる止めの一撃を受けて完全に消滅した。

## アイテム
大地の笛
ゼルダ姫所有のパンフルート。ニンテンドーDS本体の下画面タッチパネルで位置を調整し、マイク部分に息を吹きかけることで演奏できる。以下の曲を演奏することでそれぞれの効果を発揮するほか、ロコモ族の賢者などとセッションする際にも用いる。
- 目覚めの唄 - ダンジョン内に設置された「ゴシップストーン」を目覚めさせ様々な情報を聞ける。
- いやしの唄 - ダンジョン内で一度だけ妖精を呼び出し、体力を全回復することができる。
- 鳥使いの唄 - 鳥を近くに呼ぶ。
- 光の唄 - 各地にある「光の石像」を起動させる。
- 発掘の唄 - 特定の場所で地下に埋まっているもの等を発見できる。

機関士の服
物語冒頭でリンクが着用している紺色の制服。帽子には白いハトのマークが描かれている。
みならい兵士の服
ハイラル王国の見習い兵士が着用する緑色の制服。ゼルダ姫から受け取る。
みならい兵士の剣
ハイラル城の兵士長から貰える剣。
ロコモの剣
シャリンから授けられる聖剣。神の塔で光のしずく（後述）がなくてもファントムに打撃を与えられるようになる。
盾
よろず屋等で入手できる青色の盾。前方からの一部の攻撃を防ぐことができる。筒状の敵「ライクライク」に飲み込まれると失ってしまう。
古の盾（いにしえのたて）
ニコの古い友人が使っていたという茶色の盾。『夢幻の砂時計』に登場する盾に酷似している。「ライクライク」に飲み込まれても失うことは無い。
疾風のプロペラ
前方に風を巻き起こすアイテム。ニンテンドーDS本体のマイクに息を吹きかける事で作動する。
ブーメラン
前方に投げると手元に戻ってくるアイテム。ニンテンドーDS本体の下画面に軌道を描くとその通りに飛ぶ。地上の敵を気絶させ、空中の敵にはダメージを与えられる。また、炎や冷気に当てるとそれらを纏って飛んでいく。遠方のアイテムを回収するのにも使える。
バクダン
壁や岩を破壊したり、敵を攻撃したりできる爆弾。テリーの店で「バクダン袋」を購入後に使用できる。ゲームクリアには必須ではない。
ムチ
ヘビのような外見の鞭。武器として使用できるほか、壁からせり出た杭などにぶら下がったり、離れた位置にあるアイテムを回収したりする用途もある。
弓矢 / 光の弓矢
矢を放つ武器。ニンテンドーDS本体の下画面をタッチして弓を構え、画面から放すとその方向に矢を射る。光の弓矢は、力を溜めると敵を貫通する強力な光の矢を放つことができる。
サンドロッド
砂地を一時的に盛り上げて硬化させることができる杖。
剣士のまきもの1 / 剣士のまきもの2
新たな剣術を習得する巻物。「1」はハート（体力）が満タンの時に剣先からビームを出せるようになり、「2」は広範囲を攻撃できる大回転斬りが行えるようになる。
ハートの器
ハートの最大値が1つ増加する器。
赤い薬
飲むとハートが6つ分回復する薬。
紫の薬
飲むとハートが8つ分回復する薬。力尽きた際には自動でハートが回復する。
黄色い薬
飲むとハートが全回復する薬。
おたから
世界各地で見つかる高価なアイテム。換金もできるが、「ラインバック商会」で汽車の車両と交換する際にも用いられる。全部で16種類ある。
低級お宝
マモノの化石
大昔の魔物の化石と言われているが、割とどこにでも落ちていたりする。
スタルのホネ
スタルフォス系モンスターが落とす頭蓋骨。
星のかけら
星の破片が落ちてきたと言われる、きれいな石。
ハチの子
ハチの巣からよく採れる。
マロン
クリの実。
中級お宝
黒パールのネックレス
珍しい黒真珠で作られたネックレス。
パールのネックレス
純白の真珠でできたネックレス。
ルトのかんむり
代々ゾーラ族の女王が着けていたと言われる冠。
竜のうろこ
大きな竜の鱗と言われるが、本当は何の鱗なのか不明。
海賊の首かざり
ハイラルを荒らし回った海賊の親分が着けていたとされる首飾り。汽車に乗り込んできたオヤブリンを倒すと手に入る。
高級お宝
王宮の器
昔の王族が、おやつのフルーツを盛っていたという器。
ゴロンの鉱物
ゴロン族が好む、とても貴重な鉱物。カブトムシが入った琥珀のようだ。
神秘のヒスイ
魅惑的な形で人々を魅了してきた宝玉。
いにしえの金貨
古の高貴な人々が使っていたらしい金貨。
激レアお宝
黄金石
誰もが欲しがる、金色に輝く石。
王家のゆびわ
王家に古代から伝わる貴重な指輪。
テリークラブカード
テリーの店でアイテムを購入した後に「テリークラブ」に入会すると手に入るポイントカード。その後、アイテム購入時に加算されるポイントに応じて「テリーシルバーカード」「テリーゴールドカード」「テリープラチナカード」「テリーダイヤモンドカード」と等級が上がり、それぞれ1割引、2割引、3割引、5割引でアイテムを購入できるようになる。
テリータダの券
テリーの店で一度だけ商品を無料で購入できる券。
ポイント5ばい券
テリーの店で商品を購入する際に一度だけ加算ポイントが5倍になる券。
懸賞ハガキ
ポストに投函して懸賞に応募できるハガキ。当選すると様々なアイテムが手に入る。
スタンプ帳
世界各地のスタンプ台にあるスタンプを押して保存できるノート。
ウサギあみ
世界各地のフィールド上に潜むウサギを捕獲するための網。
にんめいしょ
ゼルダ姫から受け取る正式な機関士の証。
光のしずく
神の塔の各フロアにあるしずく。3つのしずくを剣に宿すとファントムに対して打撃を与えることができ、ゼルダ姫のファントムへの憑依が可能になる。
森の大地の石板 / 雪の大地の石板 / 海の大地の石板 / 火の大地の石板
神の塔の一室に安置されている石版。この石版の力により、消えている線路の一部が復活する。
森のけっかい / 雪のけっかい / 海のけっかい / 火のけっかい / 砂のけっかい
神の塔で魔王の封印に用いられる結界。各地の神殿のボスを倒すと手に入る。
フォース
人々から感謝を得ることで生まれ出る、黄金の三角の結晶。この結晶の力により、消えている線路の一部が復活する。
光のラシンバン
魔王が潜む場所を指し示す羅針盤。

## ダンジョン
森の神殿（1F - 5F）
至る所で毒ガスが充満しており、そのままでは進めない。
ボス：甲殻巨大種 デグクレス
雪の神殿（B1 - 4F）
水路や氷の床が多い。各所にある釣鐘を土台にセットた後に特定の順番で鳴らすことで、閉ざされた扉が開く。
ボス：氷炎幻術師 フリブレイズ
海の神殿（1F - 8F）
足場のない場所が多いため、アイテムを用いて空中を飛び移ることになる。
ボス：荊毒寄生種 イバラケバラ
火の神殿（B5 - 2F）
多くの場所でレールが敷かれており、トロッコに乗って移動しながら仕掛けを作動させる必要がある。
ボス：溶焔巨神 イワントス
砂の神殿（B4 - 3F）
砂地が多いが、砂の中にはアイテムが隠されていることもある。あらゆるものを呑み込む危険な流砂地帯も存在する。
ボス：古代魔人族 ドスボーン
神の塔（1F - 3F、4F - 7F、8F - 12F、13F - 17F、18F - 24F、24F - 30F）
物語中何度も訪れることになるダンジョン。『夢幻の砂時計』のダンジョン「海王の神殿」の仕組みと似ているが、時間制限は無い。
ゼルダ姫がファントムに乗り移ることで得られる様々な能力を活用して攻略していく。
ボス：勇往神魔 ディーゴ

## 敵キャラクター
名前や解説は『Nintendo DREAM 任天堂ゲーム攻略本 ゼルダの伝説 大地の汽笛』P423-430に概ね準拠。

### 雑魚敵
ハチ
ハチの巣を刺激すると現れ、群れでリンクを襲ってくる。倒すことはできないため、屋内に避難するか、ダメージ覚悟で水中に飛び込まないと逃げきれない。
クーリ
クリの実に顔と足を付けたような魔物。リンクを見つけると体当たりで攻撃する。ただし、神の塔に出現する小さなカギを持つ個体は逆に逃げ回る。
緑クーリ
クーリの上位種。耐久力がクーリよりも高い。リンクの後ろに回り込んでから体当たりしてくる。
クロウリー
カラスのような魔物。樹上などでリンクを待ち構えており、近づくと体当たりをくらわせてアイテムを奪っていく。奪われたアイテムは攻撃すれば取り返せる。なお、鳥使いの歌に反応する。
赤チュチュ
スライム型モンスター「チュチュ」の一種。この系統は普段は地中に潜んでおり、リンクが近づくと出現する。赤チュチュはこれといった特徴を持たない。
アイスチュチュ
冷気を纏った白いチュチュ。触れると氷漬けにされるため、疾風のプロペラやブーメランで麻痺させてから剣で攻撃するか、離れた位置から弓矢や石・壺などを投げつけて攻撃するといい。
黄チュチュ
電気を纏った黄色いチュチュで、触れると感電する。対処法はアイスチュチュと同じ。
兜チュチュ
兜を被った赤チュチュで、ほとんどの攻撃を無効化する。倒すにはバクダンで兜ごと破壊するか、ムチで兜をはぎ取る必要がある。
メタルチュチュ
最強のチュチュ。金属質の体と帯電性質を持つ。弓矢やバクダンが有効。
キース
フラフラと飛ぶコウモリのような魔物。炎の燭台に触れるとファイアキースに、冷気の燭台に触れるとアイスキースになる。
ファイアキース
炎を纏ったキース。疾風のプロペラで吹き飛ばすとキースになる。飛び道具が有効。
アイスキース
冷気を纏ったキースで、触れると氷漬けにされる。対処法はファイアキースと同じ。
グース
ネズミのような魔物で、壁の穴から現れる。ゼルダはネズミを苦手としている為、グースが現れるとゼルダファントムは動けなくなる。
バブル
シリーズおなじみの、宙を舞うドクロ。体に纏う毒ガスで剣撃を無効化する。疾風のプロペラやブーメランでガスを取り除いてから剣で斬りつけるか、弓矢が有効。
マグル
青い芋虫のような魔物。倒すと機雷のような姿になり、再度攻撃するか一定時間が経つと爆発する。これを利用して仕掛けを解いたり、他の敵を攻撃したりできる。
ムワード
カメムシのような魔物。倒れるとその場に毒ガスを残す。ガスは疾風のプロペラで払える。
キーマスター
ボスカギを取ると現れる、紫色の手の姿をした魔物。リンクからカギを奪い返そうと襲いかかってくる。倒しても次々に新たな個体が出現する。
プチブリン
海賊のアジトを拠点とする小鬼のような魔物。後述のブリン船やブリン戦車に乗っているのもコイツらで、汽車の乗客やアジトから逃げようとする捕虜に籠をかぶせて捕まえようとする。神の塔に現れるものは「アモス」と呼ばれる石像を乗りこなしており、ゼルダファントムに乗るなどしてリンクの位置を高くしないと攻撃が届かない。ただし、アイアンファントムならアモス諸共破壊できる。
ホワイトウルフォス
雪の中から集団で現れる白いオオカミのような魔物。動きが素早く、むやみな攻撃が当たりづらい。
オクタロック
シリーズおなじみの、石の弾を吐いてくるタコのような魔物。
フリザド
赤い一ツ目を持つ氷の魔物。触れると氷漬けにされる。剣などで攻撃すると地面を高速で滑走し始め、危険度が増す。ただし、光の弓矢かバクダンなら一発で倒せるので安全。その正体は氷を纏ったオクタロックで、氷を溶かすと正体を現す。
『トワイライトプリンセス』の「ミニフリザド」に似ている。尚、本作には大型のフリザドに相当する上位種は居ない。
水オクタ
リンクが近づくと水上に現れ、弾を吐いてくる。弾は疾風のプロペラで撃ち返せる。
砂オクタ
砂の中を自在に動き回る、水オクタの亜種。動きが素早く、弾の撃ち返しや遠距離攻撃を砂に潜って避ける。砂オクタが現れる場所（地上に現れる直前に砂煙が立つ）をサンドロッドで隆起させれば麻痺した状態で地上に引っぱり出すことができる。
ヤミー
暗闇に潜む幽霊。光の弓矢を除く一切の攻撃を無効化するが、うまく明るい場所に誘い出せば他の攻撃も通じるようになる。
ライクライク
シリーズおなじみの、筒状の軟体モンスター。吸い込みでリンクを引き寄せて丸呑みにし、盾を奪い取る。ただし、古の盾ならば取られずに済む。壺に擬態している個体もいるが、時折プルプルと震えるのでわかりやすい。
ピース
シオマネキのような魔物。リンクの行く手を遮るように動き、大きなハサミで攻撃を弾き返す。基本的に背後に回り込めないが、ブーメランがあれば背中から攻撃できる。また、ムチがあればハサミをもぎ取ることができる。
ファイババ
過去作に登場したデクババの亜種。普段は小さく縮こまっていてただの植物のように見えるが、リンクが近づくと正体を現し、呑み込もうとしたり、火の弾を吐いたりする。攻撃して茎を切断しても頭部だけで襲いかかってくる。ただし、バクダンなら1発で倒せる。
ワインダー
黒い球電を3つ連ねたような敵。地形に沿って移動し、触れると感電する。先頭を弓矢で射抜けば倒せる。後述のヒータスと同時に出現することもあり、その場合はヒータスだけを倒せば先に進める。
スタルフォス
シリーズおなじみの、骸骨の敵。骨を投げる攻撃を得意としている。体を破壊しても、頭部が無事ならしばらくして再生するという厄介な性質を持つ。ただし、バクダンなら1発で頭部ごと撃破できる。倒すとたまに「スタルのホネ」を落とすことがある。
スタルフォス剣士
剣と兜で武装したスタルフォス。盾で防御できない強力な剣攻撃を仕掛けてくるので、常に距離をとって戦った方がいい。スタルフォスと同じくバクダンがかなり有効。
ボーズナー
砂山に顔を付けたような姿の魔物で、あらゆる攻撃が通じない。唯一サンドロッドを苦手としており、これで体を固めれば攻撃が通じるようになる。固めたボーズナーはスイッチの重石として利用できる。

#### ファントム
神の塔の守護者。魔物の魂が入り込んだために善良な心を失い、リンクに襲いかかる。リンクが攻撃を受けるとダメージを受ける上にフロアの入口まで戻されてしまう。基本的に倒すことができないため、神の塔ではファントムから逃げ回りながら行動することになる。聖域にいればファントムはリンクを認識できなくなる。また、ファントムは体が重く、砂地に沈んでしまうため、砂地も事実上の聖域として利用できる。
リンクが光のしずくの力を宿した剣や光の弓矢でファントムの背中を攻撃することで、ゼルダ姫の魂がファントムの体の中に侵入できるようになり、「ゼルダファントム」として操作可能になる。ゼルダファントムはリンクが触れられない物体を運搬したり、リンクを背中に乗せてトゲの床や溶岩の向こうまで運ぶなど、さまざまな行動ができる。ゼルダファントムは戦闘補助員としても優秀で、敵とタイマンさせるとたいていの場合は倒してきてくれる。ただし、ギョマゾンや敵のファントムなど、強力な敵とタイマンさせた場合は最終的に押し負けてしまう。また、ゼルダファントム（ゼルダ憑依アイアンファントム以外）はほかのファントムに話しかけることができ、彼らから攻略のヒントをもらえることもある。なお、ゼルダファントムを何度も攻撃すると怒って反撃してくる。
ゼルダファントムがリンクを追跡中のファントムの進路をふさぐと、ゼルダファントムを攻撃することがある。
ファントム
一般的なファントム。特別な能力は無い。
フレイムファントム
赤いファントム。炎に包まれた大剣で暗闇を照らしながら周回する。［ゼルダ憑依時］大剣を用いて暗闇を照らしたり、燭台に火を灯したりできる。
ワープファントム
青いファントム。ファントムアイやほかのファントムがリンクを見つけると、リンクの場所まで一瞬でワープしてくる。
［ゼルダ憑依時］ファントムアイの場所までワープできる。
ファントムアイ
複数の目を持つ謎の生命体。リンクを見つけると警報音を鳴らしてファントムを呼び寄せる。さらに、その後しばらくするとリンクにまとわりついて動きを封じてくる。飛び道具を使って見つかる前に倒そう。
アイアンファントム
茶色のファントム。リンクを見つけると体を鉄球に変化させて突進してくる。この性質を利用して障害物を破壊させることが可能。語尾に「ゴロ」を付けたり、岩を食べたいと言ったりする等、ゴロン族を思わせる発言をする。
［ゼルダ憑依時］ゴロゴロ突進で障害物を破壊したり、敵を一掃することができるが、リンクを背に乗せたまま移動することはできず（乗せるところまではできる）、また、他のファントムとの会話も不可能。

### 中ボス
ガモース
一つ目のガの魔物。通常時は剣攻撃が通用しない上、疾風のプロペラで攻撃すると竜巻を撃ち返してくる。バブルを飛ばして攻撃するが、このバブルは疾風のプロペラで撃ち返すことができ、撃ち返したバブルが命中すると麻痺して剣攻撃が有効になる。弓矢がかなり有効。
ギョマゾン
前作にも登場した 半魚人の剣士。正面から攻撃しても盾で防がれるため、ゼルダファントムを囮にして背中に回り込もう。ムチがあれば盾を奪い取ることができる。
ギョマゾンリーダー
赤いギョマゾン。剣攻撃のほか、火炎を吹く攻撃を仕掛けてくる。火炎の攻撃は攻撃範囲が非常に広いため、ゼルダファントムを盾にして回避するのがベスト。倒し方はギョマゾンと同じ。
オヤブリン
プチブリン達の親玉で、ブルドッグに似た顔を持つ巨人。非常に耐久力が高い。巨大な棍棒で攻撃するが、味方を巻き込むことがある。リンクが棍棒の攻撃をくらうと吹き飛ばされて目を回してしまう。汽車に乗り込んできたものを倒すと「海賊の首かざり」を入手できる。
ムチルダ
海の神殿などに出現する人型の魔物。ムチで攻撃してくる。
ヒータス
大きなリクガメのような魔物。頭部が弱点だが、近づこうとすると殻にこもり、直後に回転しながら突っ込んでくる。弓矢で遠距離から射抜くか、ワインダーにぶつけて麻痺している隙に攻撃すれば倒せる。
ブラックリンク
エネミーアタックレベル3の最深部に待ち構えるボス。リンクの影のような姿をしており、剣だけでなく、弓矢やバクダンも使いこなす強敵。ダメージを与えると、体色が薄くなっていく。

### 線路上に現れる敵
汽車
リンクのもの以外の汽車。衝突すると一発でゲームオーバー。
ボンバー列車
上記の汽車が魔物のような姿に変貌したもの。森の神殿をクリアした後に現れ、スピードが速くなっている。倒すことは出来ないが、砲撃を5発当てると少しの間だけ動きが鈍る。
キラー列車
装甲を纏った、ボンバー列車の強化版。砲撃を無効化し、リンクを認識すると追尾する。通常は倒せないが、闇の世界に現れるものは、光のしずくを取った状態の汽車で体当たりすることで撃破可能。
ブヒウシ
序盤の森の大地に生息する、ホルスタイン柄のブタ。ぶつかると怒って突進してくるため、汽笛で追い払う必要がある。
ブルボー
イノシシ。汽車めがけて突進してくる。
ブルブリン
ブルボーに乗って現れる、小鬼のような魔物。爆弾矢で攻撃してくる。
スタルチュラ
シリーズおなじみの、ドクロを纏ったクモ。森の中で樹上からぶら下がって汽車の行く手を妨害する。砲撃1発で倒せるほか、汽笛を鳴らして追い払うことも可能。
スタルチュラ（黄）
スタルチュラの強化版。汽笛では追い払えない上に、砲撃を2発当てないと倒せない。
ケパダマ
雪の大地に現れる雪だるま型のモンスター。汽車が近づくと地上に現れ、頭を投げつけてくる。
テクタイト
シリーズおなじみの、一ツ目のクモのような魔物。トンネルの中に集団で現れ、汽車に飛び掛かる。
ダイテクタ
超巨大なテクタイト。殻に守られた大きな目玉が弱点。目を閉じたときは、洞窟内にしかけられた爆薬の爆発に巻き込んで目を開かせる必要がある。
シザード
ダンボに似た姿の敵。体当たりのほか、汽車で資材を運搬している時は資材を吸い盗る攻撃を仕掛けてくることもある。汽笛を鳴らして追い払うことが可能。
ドン・シザード
火の神殿の鍵を奪った赤いシザード。特定のリズムの音に弱いが、倒すことはできない。火の神殿を開門してからは登場しなくなる。
ベルクラゲ
海上に出現するクラゲ。倒すことは出来ないが、砲撃を加えるたびにルピーを出し、何度か砲撃すると分裂する。攻撃してくることはなく、ボーナス的な存在である。
大砲船（たいほうせん）/大砲戦車
海の大地には大砲船が、それ以外には大砲戦車が現れる。基本的に3艘/3両で現れ、砲撃を仕掛けてくる。衝突するとどんなにスピードを出していても強制的に汽車を停止させられる。
ブリン船（-せん）/ブリン戦車
隠しステージ「海賊のアジト」解放後、汽車に客人を乗せていると現れる特殊な大砲船/大砲戦車。汽車に接触されるとプチブリンやオヤブリンが乗り込んできて車内戦闘になる。
スミオクタ
海中に現れる巨大なオクタロック。墨を吹いて視界を遮ってくる。動きがやや素早く、攻撃を当てづらい。
マインオクタ
海中に現れる、一つ目の機雷のような魔物。その場で漂っているだけで、攻撃は仕掛けてこない。
モルディヨーグ
砂漠を泳ぐ、サメのような魔物。普段は砂の中に潜っているため、砲撃が届かない。そのため、汽車めがけて飛びかかってきたところを迎撃するか、汽笛に反応して飛び上がったところを狙う必要がある。

### ボスキャラクター
甲殻巨大種 デグクレス
森の神殿のボス。臀部が毒ガスで覆われたカブトムシ型モンスター。おもに巨大な角で攻撃する。一定のダメージを与えると空中を飛行し始め、マグルを空中から投下してくるようになる。
氷炎幻術師 フリブレイズ
雪の神殿のボス。炎と冷気を操るモンスター。しばらく攻撃を加えると2体に分裂する。『夢幻の砂時計』のボスキャラクター「火焔幻術師 ブレイズ」に類似している。
荊毒寄生種 イバラケバラ
海の神殿のボス。4本の触手を持つ一つ目の植物モンスター。水中からトゲのついた触手を伸ばして攻撃するほか、毒液を噴射する攻撃も行う。
溶焔巨神 イワントス
火の神殿のボス。溶岩から上半身だけ出した、岩石の体を持つ一つ目の巨人。殴りつけたり岩を落としたりして攻撃する。周囲を取り囲むレールの上をトロッコで移動しながら戦うことになる。
勇往神魔 ディーゴ
神の塔のボス。柱の上を素早く飛び回りながら魔法を放つほか、左腕にはめたガントレットからはカギ爪を発射する。一定のダメージを与えると地上に下りて来て、カギ爪を用いた接近戦を仕掛けるようになる。
古代魔人族 ドスボーン
砂の神殿のボス。背骨と頭蓋骨だけの巨大な骸骨。胴体部分から岩を発射したり口からレーザーを照射したりして攻撃する。胴体部分を全て失うと頭部だけで襲い掛かってくるようになる。
魔列車
闇の世界のボス。前面に顔がついた三両編成の巨大な列車。一直線に伸びた4本の線路上を走る魔列車を神の汽車で追走、併走しながら戦うことになる。車両の中から爆薬入りの樽を投下したりレーザーを発射したりするほか、幅寄せして汽車に体当たりする攻撃も仕掛ける。
魔王マラドー
本作の最終ボス。ボス戦は3パートから成る。
1戦目では、ゼルダ姫に憑依したマラドーと、キマロキを同時に相手にする。
2戦目ではキマロキを取り込んだマラドーが巨大な獣の姿と化し、火のついた岩を口から連続して吐き出してくる。リンクは、力を溜めているため動けないゼルダ姫をマラドーの攻撃から守り続けることになる。
3戦目ではリンクとゼルダ姫が協力してマラドーと戦う。

## 通信要素
対戦モード
最大4人でプレイできる対戦専用ゲームが用意されている。DSワイヤレスプレイ（ゲームカードが人数分必要）とDSダウンロードプレイ（ゲームカードが最低1枚あれば全員がプレイ可能）に対応している。『夢幻の砂時計』収録の対戦モードとは違い、インターネットに接続するニンテンドーWi-Fiコネクションには対応していない。
ステージ上に散らばる「フォース」を集めて数を競う。ステージを徘徊するファントムから攻撃を受けたり様々な仕掛けによってダメージを受けると、手持ちのフォースの一部を失いステージ上にばらまかれてしまう。制限時間終了時にフォースを一番多く所持していたプレイヤーが勝利となる。
すれちがい通信
すれちがい通信を使って、汽車の車両の入手時に必要となる「おたから」をすれ違った相手と交換することができる。

## 備考
- 汽車の行路を描きながら冒険するという本作のアイデアは、プロデューサーを務める青沼英二が当時4〜5歳の息子に読み聞かせていた絵本『せんろはつづく』（竹下文子・文、鈴木まもる・絵、金の星社より2003年に刊行）から着想を得ている[8]。
- 日本国内では、早期購入者への特典として「羽根ペン型オリジナル透明タッチペン」が付属された[9]。また、イギリスのゲーム販売会社Gamestationは、ソフトのパッケージとリンクのフィギュア、ファントムのフィギュアをブリキ製の容器に詰めたセット「The Legend of Zelda: Spirit Tracks - Limited Tin Edition」を販売した[10]。
- 『大乱闘スマッシュブラザーズ for Nintendo 3DS』では、本作の世界観をモチーフにした対戦ステージ「汽車」が登場する。
- 『ゼルダ無双』では、本作のゼルダ姫がプレイヤーキャラクターとして登場し、ファントムに乗り移った状態で戦う。

## スタッフ
- ディレクター - 岩本大貴
- 音楽 - 峰岸透、富永真央、太田あすか、近藤浩治
- スーパーバイザー - 山田洋一、中郷俊彦、手塚卓志
- プロデューサー - 青沼英二
- ゼネラルプロデューサー - 宮本茂
- エグゼクティブプロデューサー - 岩田聡

## 関連書籍
攻略本
- とことん楽しむ ゼルダの伝説 大地の汽笛の本（エンターブレイン 2009年12月24日 ISBN 9784047262300）
- Nintendo DREAM 任天堂ゲーム攻略本 ゼルダの伝説 大地の汽笛（毎日コミュニケーションズ 2010年2月5日 ISBN 9784839934828）
- 任天堂公式ガイドブック ゼルダの伝説 大地の汽笛（小学館 2010年2月5日 ISBN 978-4092271432）
- ゼルダの伝説 大地の汽笛 ザ・コンプリートガイド（アスキー・メディアワークス 2010年2月5日 ISBN 9784840239981）
- ゼルダの伝説 大地の汽笛 パーフェクトガイド（エンターブレイン 2010年2月5日 ISBN 9784047263604）

楽譜
- ピアノソロ やさしくひける ゼルダの伝説 大地の汽笛（ヤマハミュージックメディア 2010年3月27日 ISBN 9784636853377） - 初級者向けの楽譜
- ピアノソロ ゼルダの伝説 大地の汽笛（ヤマハミュージックメディア 2010年3月27日 ISBN 9784636854367） - 中上級者向けの楽譜